# Ukrrichflot
Ukrrichflot (ukrainisch Укррічфло́т) ist ein ukrainisches Transportunternehmen der Binnenschifffahrt auf den Flüssen Dnepr und Dnister. Die Gesellschaft betreibt Häfen und besitzt eine eigene Flotte von Frachtschiffen. Sie ist ein bedeutender Logistikdienstleister in der Ukraine und das größte ukrainische Frachtunternehmen der Binnenschifffahrt, vor dem Agrarkonzern Nibulon.

## Geschichte
Nachdem schon seit dem 19. Jahrhundert Dampfschiffe für den Warentransport auf einigen Flussstrecken des Dnepr verkehrt hatten, gründete 1922 die Ukrainische Sozialistische Sowjetrepublik das staatliche Transportunternehmen für die Binnenschifffahrt auf dem Fluss. Zunächst betrieb das Unternehmen zwei separate Flotten: die in Kiew stationierte Frachtdampfschifffahrt auf dem oberen Dnepr und die Transportgesellschaft für den Unterlauf mit Sitz im Flusshafen von Cherson. Später wurden beide Bereiche zur Dnepr-Dampfschifffahrtsgesellschaft verschmolzen.
Erst nach dem Bau des Kraftwerks Dnipro konnten die Frachtschiffe auf dem Dnepr durchgehend verkehren, weil nun die gefährlichen Stromschnellen im neuen Stausee versunken waren. Entlang des Stroms entstanden mehrere große Häfen, die bei der Industrialisierung der Ukrainischen Sozialistischen Sowjetrepublik eine bedeutende Rolle spielten. Der größte Frachthafen liegt bei der Stadt Saporischschja oberhalb der Dnipro-Talsperre. Beim Bau der großen Dneprkraftwerke wurden stets auch Schleusen errichtet, die – von anderen Reedereien – auch für die Passagierschifffahrt benützt wurden.

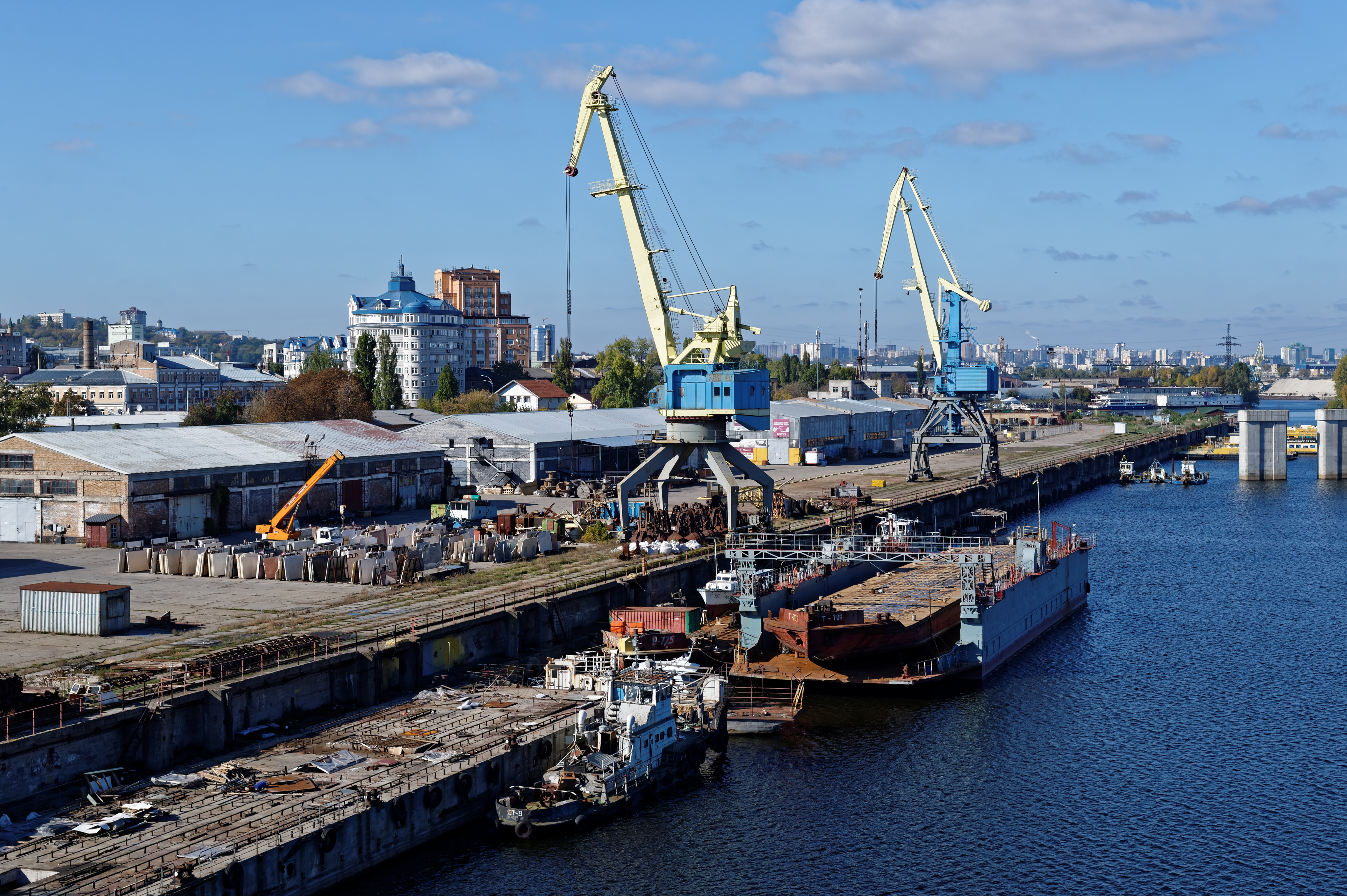
Frachthafen von Kiew

1965 bildete der Ministerrat der Ukrainischen Sozialistischen Sowjetrepublik aus der Dnepr-Schifffahrtsgesellschaft die Hauptverwaltung der Flussschifffahrt. In der Folge baute das staatliche Unternehmen den Flusshafen Mykolajiw an der Mündung des Südlichen Bug in den Dnepr-Bug-Liman aus.
1988 wurde das Schifffahrtsunternehmen in das Transportministerium der Ukrainischen Sozialistischen Sowjetrepublik eingegliedert und erhielt 1989 den Firmennamen Ukrrichflot. 1993 wurde das Unternehmen als Aktiengesellschaft privatisiert. Es baute die von ihm geführten Flusshäfen weiter aus und beschaffte neue Frachtschiffe, um die Transportkapazität für die Industrie und für den Export von Agrarprodukten zu erweitern. 1995 erhielt das Unternehmen eine Finanzhilfe der Europäischen Bank für Wiederaufbau und Entwicklung, um seine Flotte weiter ausbauen zu können.
Die Flusshäfen sind Umschlagplätze zwischen der Schifffahrt, dem Bahnverkehr und der Straße. In Dnipro, Cherson und Mykolajiw besitzt Ukrrichflot große Getreidespeicher mit Hebewerken zum Beladen von Getreidefrachtern. Die Kapazität der Getreidesilos beträgt 66'000 Tonnen. Die Häfen von Cherson und Mykolajew können vom Schwarzen Meer aus mit Hochseefrachtern angelaufen werden. Das Transportvolumen der Frachtfirma betrug jährlich rund drei Millionen Tonnen. Ein bedeutendes Geschäftsfeld von Ukrrichflot ist das Ausbaggern von Sand aus den Sedimenten des Dnepr und die Verwertung des Rohstoffs für die Bauwirtschaft.
Von 1993 bis 2004 war der Ökonom Mykola Slawow, der vorher unter anderem der Direktor der Häfen von Kiew und von Saporischschja gewesen war, Präsident von Ukrrichflot.

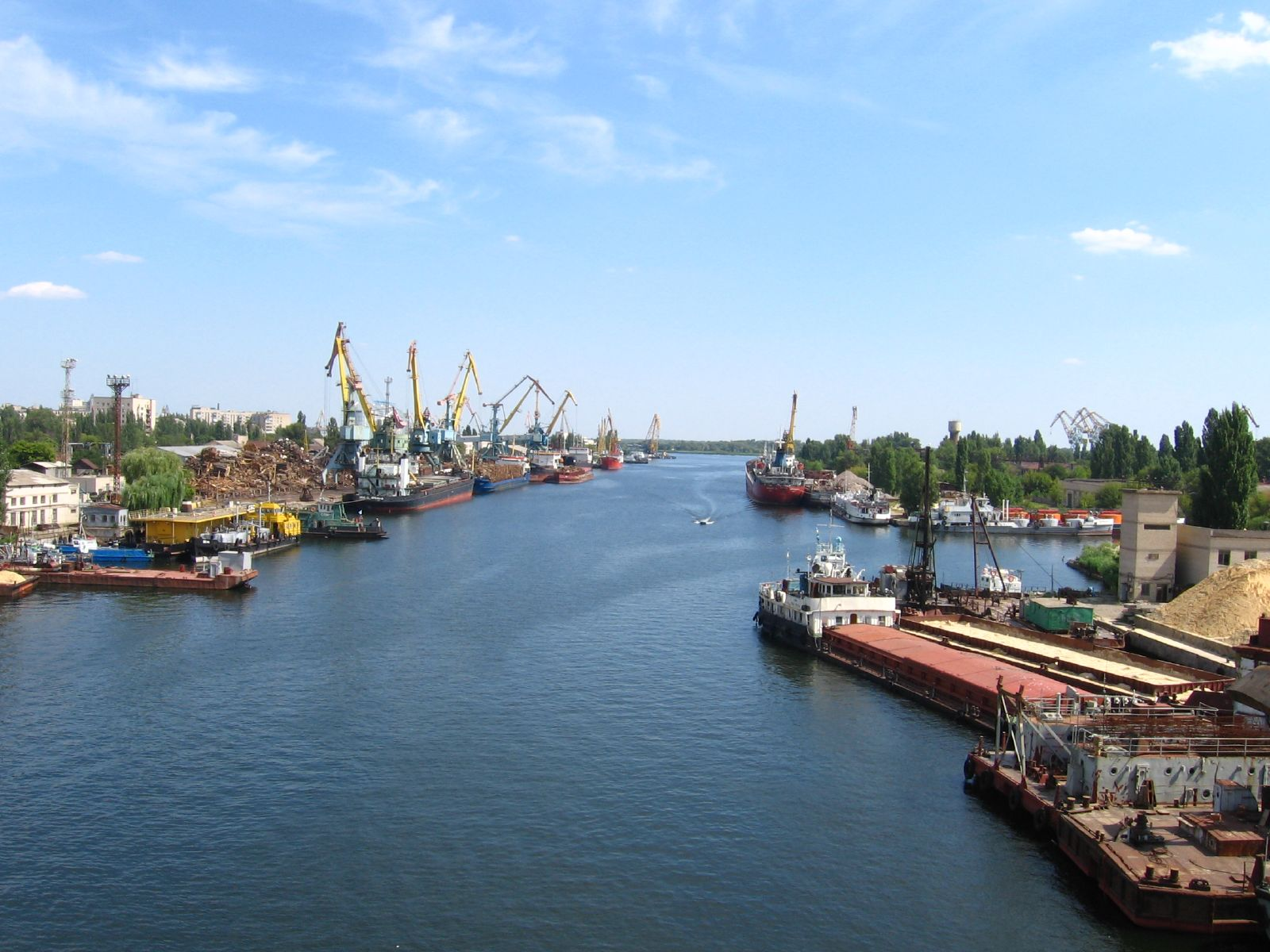
Flusshafen Cherson

Die wichtigsten Standorte von Ukrrichflot sind:
- Flusshafen Dnepropetrowsk
- Flusshafen Saporoschschja
- Flusshafen Mykolajiw
- Flusshafen Nikopol
- Flusshafen Cherson

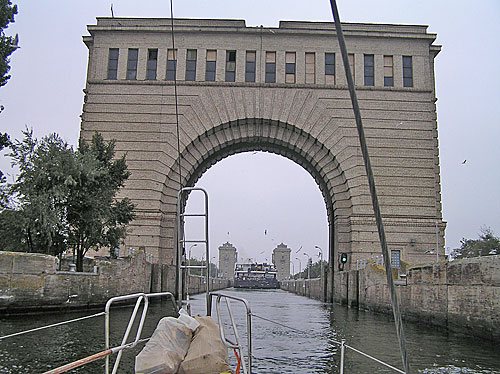
Schleuse beim Kraftwerk Kachowka

Nach der Invasion der Ukraine durch Russland 2022 eroberten russische Streitkräfte rasch große Gebiete am Unterlauf des Dnepr mit der Hafenstadt Cherson und griffen die Transportinfrastruktur der Ukraine und besonders die Häfen von Mykolajiw aus der Luft und mit Raketenartillerie an. Die ukrainische Regierung verbot nach dem Beginn des Angriffs umgehend jeden Schiffsverkehr auf den Binnengewässern des Landes. Die russische Armee nahm den Staudamm beim Wasserkraftwerk Kachowka, wo sich eine Schleuse befindet, ein und bildete auf der rechten Seite des Dnepr einen großen Brückenkopf. Der russische Vorstoß im Osten des Kachowkaer Stausees kam südlich von Saporischschja zum Stehen. Wegen der ständigen Bedrohung durch Luftangriffe und vor allem wegen der Besetzung der Südukraine kam das Transportgeschäft von Ukrrichflot praktisch zum Erliegen. Hochseeschiffe konnten die Häfen von Cherson und Mykolajiw nicht mehr erreichen. Am 6. Juni 2023 wurden der Staudamm und das Wasserkraftwerk Kachowka nach einer Sprengung zerstört, wodurch auch die Schleuse von Kachowka unpassierbar wurde. Durch das Auslaufen des Stausees, der sich bis nach Saporischschja erstreckte, wurde das Flusstal am Unterlauf des Dnepr großflächig überflutet. Die Hafen- und Industrieanlagen von Cherson standen tief unter Wasser, der am Westufer des Sees angelegte Hafen von Nikopol und die am See liegenden Häfen bei Saporischschja fielen trocken. Durch den Krieg und die Zerstörung der Infrastruktur seit dem 6. Juni 2023 ist die Binnenschifffahrt am Dnepr unterbrochen.